# Killzone
Killzone és un videojoc d'acció en primera persona publicat exclusivament per la PlayStation 2, desenvolupat per l'empresa neerlandesa Guerrilla Games i publicat el 2 de novembre de 2004 a l'Amèrica del Nord. Hi ha una continuació, Killzone: Liberation publicat per la PlayStation Portable, i també un altre, Killzone 2 per a PlayStation 3 el 27 de febrer de 2009. Aquest videojoc és el primer de la sèrie Killzone.

## Desenvolupament
El Killzone va anunciar el 2003 i va començar a esdevenir popular quan el lloc web va començar a publicar imatges i rumors sobre el joc, tenint com a videojoc de competència el "Halo". Després del llançament, el joc va rebre diverses crítiques, amb bones perspectives sobre la qualitat de la imatge, els controls malgrat els errors per poder fer trampes. En la majoria de llocs webs va tenir una bona crítica amb (9/10) de la majoria de revistes de PlayStation2.

## Crítica
El Killzone va rebre diferents crítiques i anàlisis de diverses revistes i llocs webs especialitzats. Els analistes van trobar problemes tècnics amb el joc, incloent-hi una Intel·ligència artificial inconsistent, errors ocasionals, problemes de la qualitat d'imatge, salts gràfics, repetició de les mateixes veus, curta distància de dibuix i un sistema de control difícil d'utilitzar. Els crítics també van categoritzar la jugabilitat del joc, sota la marca IGN com a "mediocre i inútil" PSM va destacar que el joc Killzone és "Gràficament impactant i aconsegueix amb èxit els altres factors, ens adentra en una guerra futurista" D'acord amb aquest problemes, els analistes com GameSpy van comentar que el Killzone no era el competidor del "Halo" com s'anava dient abans que es publiqués el videojoc. En el cantó positiu, el Killzone va ser admirat pels seus efectes sonors, la seva banda sonora, i la seva presentació sobre una guerra bruta; i s'acredita com l'únic joc amb disseny en ciència-ficció dura.